# Kepler-80
Kepler-80, también conocida como KOI-500, es una estrella de tipo K (enana naranja) localizada en la constelación de Cygnus a aproximadamente 1218 años luz (373 pársecs) de la Tierra.

## Características
La clasificación estelar sitúa a Kepler-80 en las estrellas frías de clase K tardía, muy próximas a convertirse a clase M; estrellas que están todavía dentro de su etapa evolutiva principal, también llamada secuencia principal. Kepler-80, como otras enanas naranjas, es más pequeña que el Sol, tiene menor radio, masa, temperatura, y luminosidad que nuestra estrella.

## Sistema planetario
El sistema Kepler-80 tiene 6 exoplanetas conocidos. El descubrimiento de los cinco planetas interiores fue en octubre de 2012, convirtiéndola en la primera estrella identificada con cinco exoplanetas orbitando. En 2017, un planeta adicional, Kepler-80g, fue descubierto mediante el uso de una herramienta desarrollada por Google de inteligencia artificial y aprendizaje profundo que analizó los datos obtenidos por el telescopio espacial Kepler.
Los exoplanetas fueron descubiertos por Kepler utilizando el método de tránsito, Kepler-80b y Kepler-80c fueron confirmados en 2013 basado en su variación de tiempo de tránsito (TTV). Kepler-80d y Kepler-80e fueron confirmados en 2014 basado en análisis estadísticos de los datos de Kepler. Finalmente, Kepler-80f fue confirmado en 2016.
Todos los planetas del sistema Kepler-80 orbitan muy próximo a la estrella, y sus distancias a la estrella (el semieje mayor) son más pequeñas que 0.2 AU. En comparación, el planeta en el Sistema Solar más cercano a la estrella, Mercurio, tiene un semieje mayor de 0.389 AU, así que el sistema entero podría caber dentro de la órbita de Mercurio. Esto hace a Kepler-80 uno de los sistemas más compactos descubiertos por el telescopio Kepler.
| Planeta    | Masa    | Semieje mayor (UA) | Periodo orbital (días) | Excentricidad | Inclinación | Radio   |
| ---------- | ------- | ------------------ | ---------------------- | ------------- | ----------- | ------- |
| Kepler-80b | 6.93 M⊕ | 0.0648             | 7.1                    | 0.0           | 89.34 °     | 2.7 R⊕  |
| Kepler-80c | 6.74 M⊕ | 0.0792             | 9.52                   | 0.0           | 89.33 °     | 2.8 R⊕  |
| Kepler-80d | 6.75 M⊕ | 0.0372             | 3.1                    | 0.0           | 88.35 °     | 1.53 R⊕ |
| Kepler-80e | 4.13 M⊕ | 0.0491             | 4.64                   | 0.0           | 88.79 °     | 1.6 R⊕  |
| Kepler-80f | 1.92 M⊕ | 0.0175             | 0.98                   | 0.0           | 86.50 °     | 1.21 R⊕ |
| Kepler-80g | 1.51 M⊕ | 0.142              | 14.64                  | 0.0           | 89.35 °     | 1.13 R⊕ |

## Resonancia orbital
Kepler-80 b, c, d, e y g tienen sus órbitas en una resonancia. Mientras sus periodos son en una relación de ~ 1.000: 1.512: 2.296: 3.100: 4.767 (3.0722, 4.6449, 7.0525, 9.5236 y 14.6456 días). Sin embargo, en un marco de referencia que gira con las conjunciones, esto se reduce a una relación de período de 4: 6: 9: 12: 18 (una relación de órbita de 9: 6: 4: 3: 2). Conjunciones de d y e, e y b, b y c, y c y g ocurren a intervalos relativos de 2: 3: 6: 6 (9.07, 13.61 y 27.21 días) en un patrón que se repite aproximadamente cada 191 días. Las libraciones de posibles resonancias de tres cuerpos tienen amplitudes de solo unos 3 grados, y el modelado indica que el sistema resonante es estable a las perturbaciones. Las conjunciones triples no ocurren.